# Evoluzione del campionato italiano di calcio
In questa voce è riportato come si è evoluto strutturalmente il campionato italiano di calcio.

## Livelli

### I livello
| Campionato Italiano di Football · (1898 / 1903) | 1898 · 1899 · 1900 · 1901 · 1902 · 1903 |
| Prima Categoria · (1904 / 1922)                 | 1904 · 1905 · 1906 · 1907 · 1908 · 1909 · 1909-10 · 1910-11 · 1911-12 · 1912-13 · 1913-14 · 1914-15 · 1919-20 · 1920-21 · 1921-22 (FIGC) |
| Prima Divisione · (1921 / 1926)                 | 1921-22 (CCI) · 1922-23 · 1923-24 · 1924-25 · 1925-26 |
| Divisione Nazionale · (1926 / 1929)             | 1926-27 · 1927-28 · 1928-29 |
| Serie A · (1929 / 1943)                         | 1929-30 · 1930-31 · 1931-32 · 1932-33 · 1933-34 · 1934-35 · 1935-36 · 1936-37 · 1937-38 · 1938-39 · 1939-40 · 1940-41 · 1941-42 · 1942-43 |
| Divisione Nazionale                             | 1945-46 |
| Serie A · (dal 1946)                            | 1946-47 · 1947-48 · 1948-49 · 1949-50 · 1950-51 · 1951-52 · 1952-53 · 1953-54 · 1954-55 · 1955-56 · 1956-57 · 1957-58 · 1958-59 · 1959-60 · 1960-61 · 1961-62 · 1962-63 · 1963-64 · 1964-65 · 1965-66 · 1966-67 · 1967-68 · 1968-69 · 1969-70 · 1970-71 · 1971-72 · 1972-73 · 1973-74 · 1974-75 · 1975-76 · 1976-77 · 1977-78 · 1978-79 · 1979-80 · 1980-81 · 1981-82 · 1982-83 · 1983-84 · 1984-85 · 1985-86 · 1986-87 · 1987-88 · 1988-89 · 1989-90 · 1990-91 · 1991-92 · 1992-93 · 1993-94 · 1994-95 · 1995-96 · 1996-97 · 1997-98 · 1998-99 · 1999-2000 · 2000-01 · 2001-02 · 2002-03 · 2003-04 · 2004-05 · 2005-06 · 2006-07 · 2007-08 · 2008-09 · 2009-10 · 2010-11 · 2011-12 · 2012-13 · 2013-14 · 2014-15 · 2015-16 · 2016-17 · 2017-18 · 2018-19 · 2019-20 · 2020-21 · 2021-22 · 2022-23 · 2023-24 · 2024-25 · 2025-26 |

### II livello
| Promozione · (1912 / 1922)        | 1912-13 · 1913-14 · 1914-15 · 1919-20 · 1920-21 · 1921-22 (FIGC) |
| Seconda Divisione · (1921 / 1926) | 1921-22 (CCI) · 1922-23 · 1923-24 · 1924-25 · 1925-26 |
| Prima Divisione · (1926 / 1929)   | 1926-27 · 1927-28 · 1928-29 (Nord) · 1928-29 (Sud) |
| Serie B · (1929 / 1943)           | 1929-30 · 1930-31 · 1931-32 · 1932-33 · 1933-34 · 1934-35 · 1935-36 · 1936-37 · 1937-38 · 1938-39 · 1939-40 · 1940-41 · 1941-42 · 1942-43 |
| Serie B-C Alta Italia             | 1945-46 |
| Serie B · (dal 1946)              | 1946-47 · 1947-48 · 1948-49 · 1949-50 · 1950-51 · 1951-52 · 1952-53 · 1953-54 · 1954-55 · 1955-56 · 1956-57 · 1957-58 · 1958-59 · 1959-60 · 1960-61 · 1961-62 · 1962-63 · 1963-64 · 1964-65 · 1965-66 · 1966-67 · 1967-68 · 1968-69 · 1969-70 · 1970-71 · 1971-72 · 1972-73 · 1973-74 · 1974-75 · 1975-76 · 1976-77 · 1977-78 · 1978-79 · 1979-80 · 1980-81 · 1981-82 · 1982-83 · 1983-84 · 1984-85 · 1985-86 · 1986-87 · 1987-88 · 1988-89 · 1989-90 · 1990-91 · 1991-92 · 1992-93 · 1993-94 · 1994-95 · 1995-96 · 1996-97 · 1997-98 · 1998-99 · 1999-2000 · 2000-01 · 2001-02 · 2002-03 · 2003-04 · 2004-05 · 2005-06 · 2006-07 · 2007-08 · 2008-09 · 2009-10 · 2010-11 · 2011-12 · 2012-13 · 2013-14 · 2014-15 · 2015-16 · 2016-17 · 2017-18 · 2018-19 · 2019-20 · 2020-21 · 2021-22 · 2022-23 · 2023-24 · 2024-25 · 2025-26 |

### III livello
| Terza Divisione · (1922 / 1926)          | 1922-23 · 1923-24 · 1924-25 · 1925-26 |
| Seconda Divisione · (1926 / 1929)        | 1926-27 · 1927-28 · 1928-29 |
| Prima Divisione · (1929 / 1935)          | 1929-30 · 1930-31 · 1931-32 · 1932-33 · 1933-34 · 1934-35 |
| Serie C · (1935 / 1978)                  | 1935-36 · 1936-37 · 1937-38 · 1938-39 · 1939-40 · 1940-41 · 1941-42 · 1942-43 · 1945-46 · 1946-47 · 1947-48 · 1948-49 · 1949-50 · 1950-51 · 1951-52 · 1952-53 · 1953-54 · 1954-55 · 1955-56 · 1956-57 · 1957-58 · 1958-59 · 1959-60 · 1960-61 · 1961-62 · 1962-63 · 1963-64 · 1964-65 · 1965-66 · 1966-67 · 1967-68 · 1968-69 · 1969-70 · 1970-71 · 1971-72 · 1972-73 · 1973-74 · 1974-75 · 1975-76 · 1976-77 · 1977-78 |
| Serie C1 · (1978 / 2008)                 | 1978-79 · 1979-80 · 1980-81 · 1981-82 · 1982-83 · 1983-84 · 1984-85 · 1985-86 · 1986-87 · 1987-88 · 1988-89 · 1989-90 · 1990-91 · 1991-92 · 1992-93 · 1993-94 · 1994-95 · 1995-96 · 1996-97 · 1997-98 · 1998-99 · 1999-2000 · 2000-01 · 2001-02 · 2002-03 · 2003-04 · 2004-05 · 2005-06 · 2006-07 · 2007-08 |
| Lega Pro Prima Divisione · (2008 / 2014) | 2008-09 · 2009-10 · 2010-11 · 2011-12 · 2012-13 · 2013-14 |
| Lega Pro · (2014 / 2017)                 | 2014-15 · 2015-16 · 2016-17 |
| Serie C · (dal 2017)                     | 2017-18 · 2018-19 · 2019-20 · 2020-21 · 2021-22 · 2022-23 · 2023-24 · 2024-25 · 2025-26 |

### IV livello
| Quarta Divisione · (1922 / 1926)           | 1922-23 · 1923-24 · 1924-25 · 1925-26 |
| Terza Divisione · (1926 / 1929)            | 1926-27 · 1927-28 · 1928-29 |
| Seconda Divisione · (1929 / 1935)          | 1929-30 · 1930-31 · 1931-32 · 1932-33 · 1933-34 · 1934-35 |
| Prima Divisione · (1935 / 1948)            | 1935-36 · 1936-37 · 1937-38 · 1938-39 · 1939-40 · 1940-41 · 1941-42 · 1942-43 · 1945-46 · 1946-47 · 1947-48 |
| Promozione Interregionale · (1948 / 1952)  | 1948-49 · 1949-50 · 1950-51 · 1951-52 |
| IV Serie · (1952 / 1957)                   | 1952-53 · 1953-54 · 1954-55 · 1955-56 · 1956-57 |
| Interregionale · (1957 / 1959)             | 1957-58 (I e II Serie) · 1958-59 |
| Serie D · (1959 / 1978)                    | 1959-60 · 1960-61 · 1961-62 · 1962-63 · 1963-64 · 1964-65 · 1965-66 · 1966-67 · 1967-68 · 1968-69 · 1969-70 · 1970-71 · 1971-72 · 1972-73 · 1973-74 · 1974-75 · 1975-76 · 1976-77 · 1977-78 |
| Serie C2 · (1978 / 2008)                   | 1978-79 · 1979-80 · 1980-81 · 1981-82 · 1982-83 · 1983-84 · 1984-85 · 1985-86 · 1986-87 · 1987-88 · 1988-89 · 1989-90 · 1990-91 · 1991-92 · 1992-93 · 1993-94 · 1994-95 · 1995-96 · 1996-97 · 1997-98 · 1998-99 · 1999-2000 · 2000-01 · 2001-02 · 2002-03 · 2003-04 · 2004-05 · 2005-06 · 2006-07 · 2007-08 |
| Lega Pro Seconda Divisione · (2008 / 2014) | 2008-09 · 2009-10 · 2010-11 · 2011-12 · 2012-13 · 2013-14 |
| Serie D · (dal 2014)                       | 2014-15 · 2015-16 · 2016-17 · 2017-18 · 2018-19 · 2019-20 · 2020-21 · 2021-22 · 2022-23 · 2023-24 · 2024-25 · 2025-26 |

### V livello
| Terza Divisione · (1929 / 1935)                 | 1929-30 · 1930-31 · 1931-32 · 1932-33 · 1933-34 · 1934-35                                                                                             |
| Seconda Divisione · (1935 / 1948)               | 1935-36 · 1936-37 · 1937-38 · 1938-39 · 1939-40 · 1940-41 · 1941-42 · 1942-43 · 1945-46 · 1946-47 · 1947-48                                           |
| Prima Divisione · (1948 / 1952)                 | 1948-49 · 1949-50 · 1950-51 · 1951-52 |
| Promozione · (1952 / 1957)                      | 1952-53 · 1953-54 · 1954-55 · 1955-56 · 1956-57 |
| Campionato Dilettanti · (1957 / 1959)           | 1957-58 · 1958-59 |
| Prima Categoria · (1959 / 1970)                 | 1959-60 · 1960-61 · 1961-62 · 1962-63 · 1963-64 · 1964-65 · 1965-66 · 1966-67 · 1967-68 · 1968-69 · 1969-70                                           |
| Promozione · (1967 / 1978)                      | 1967-68 · 1968-69 · 1969-70 · 1970-71 · 1971-72 · 1972-73 · 1973-74 · 1974-75 · 1975-76 · 1976-77 · 1977-78                                           |
| Serie D · (1978 / 1981)                         | 1978-79 · 1979-80 · 1980-81 |
| Interregionale · (1981 / 1992)                  | 1981-82 · 1982-83 · 1983-84 · 1984-85 · 1985-86 · 1986-87 · 1987-88 · 1988-89 · 1989-90 · 1990-91 · 1991-92                                           |
| Campionato Nazionale Dilettanti · (1992 / 1999) | 1992-93 · 1993-94 · 1994-95 · 1995-96 · 1996-97 · 1997-98 · 1998-99                                                                                   |
| Serie D · (1999 / 2014)                         | 1999-2000 · 2000-01 · 2001-02 · 2002-03 · 2003-04 · 2004-05 · 2005-06 · 2006-07 · 2007-08 · 2008-09 · 2009-10 · 2010-11 · 2011-12 · 2012-13 · 2013-14 |
| Eccellenza · (dal 2014)                         | 2014-15 · 2015-16 · 2016-17 · 2017-18 · 2018-19 · 2019-20 · 2020-21 · 2021-22 · 2022-23 · 2023-24 · 2024-25 · 2025-26                                 |

### VI livello
| Seconda Divisione · (1948 / 1952) | 1948-49 · 1949-50 · 1950-51 · 1951-52 |
| Prima Divisione · (1952 / 1959)   | 1952-53 · 1953-54 · 1954-55 · 1955-56 · 1956-57 · 1957-58 · 1958-59 |
| Seconda Categoria · (1959 / 1970) | 1959-60 · 1960-61 · 1961-62 · 1962-63 · 1963-64 · 1964-65 · 1965-66 · 1966-67 · 1967-68 · 1968-69 · 1969-70 |
| Prima Categoria · (1967 / 1978)   | 1967-68 · 1968-69 · 1969-70 · 1970-71 · 1971-72 · 1972-73 · 1973-74 · 1974-75 · 1975-76 · 1976-77 · 1977-78 |
| Promozione · (1978 / 1991)        | 1978-79 · 1979-80 · 1980-81 · 1981-82 · 1982-83 · 1983-84 · 1984-85 · 1985-86 · 1986-87 · 1987-88 · 1988-89 · 1989-90 · 1990-91 |
| Eccellenza · (1991 / 2014)        | 1991-92 · 1992-93 · 1993-94 · 1994-95 · 1995-96 · 1996-97 · 1997-98 · 1998-99 · 1999-2000 · 2000-01 · 2001-02 · 2002-03 · 2003-04 · 2004-05 · 2005-06 · 2006-07 · 2007-08 · 2008-09 · 2009-10 · 2010-11 · 2011-12 · 2012-13 · 2013-14 |
| Promozione · (dal 2014)           | 2014-15 · 2015-16 · 2016-17 · 2017-18 · 2018-19 · 2019-20 · 2020-21 · 2021-22 · 2022-23 · 2023-24 |

### VII livello
| Seconda Divisione · (1952 / 1959) | 1952-53 · 1953-54 · 1954-55 · 1955-56 · 1956-57 · 1957-58 · 1958-59 |
| Terza Categoria · (1959 / 1970)   | 1959-60 · 1960-61 · 1961-62 · 1962-63 · 1963-64 · 1964-65 · 1965-66 · 1966-67 · 1967-68 · 1968-69 · 1969-70 |
| Seconda Categoria · (1967 / 1978) | 1967-68 · 1968-69 · 1969-70 · 1970-71 · 1971-72 · 1972-73 · 1973-74 · 1974-75 · 1975-76 · 1976-77 · 1977-78 |
| Prima Categoria · (1978 / 1991)   | 1978-79 · 1979-80 · 1980-81 · 1981-82 · 1982-83 · 1983-84 · 1984-85 · 1985-86 · 1986-87 · 1987-88 · 1988-89 · 1989-90 · 1990-91 |
| Promozione · (1991 / 2014)        | 1991-92 · 1992-93 · 1993-94 · 1994-95 · 1995-96 · 1996-97 · 1997-98 · 1998-99 · 1999-2000 · 2000-01 · 2001-02 · 2002-03 · 2003-04 · 2004-05 · 2005-06 · 2006-07 · 2007-08 · 2008-09 · 2009-10 · 2010-11 · 2011-12 · 2012-13 · 2013-14 |
| Prima Categoria · (dal 2014)      | 2014-15 · 2015-16 · 2016-17 · 2017-18 · 2018-19 · 2019-20 · 2020-21 · 2021-22 · 2022-23 · 2023-24 |

### VIII livello
| Terza Categoria · (1967 / 1978)   | 1967-68 · 1968-69 · 1969-70 · 1970-71 · 1971-72 · 1972-73 · 1973-74 · 1974-75 · 1975-76 · 1976-77 · 1977-78 |
| Seconda Categoria · (1978 / 1991) | 1978-79 · 1979-80 · 1980-81 · 1981-82 · 1982-83 · 1983-84 · 1984-85 · 1985-86 · 1986-87 · 1987-88 · 1988-89 · 1989-90 · 1990-91 |
| Prima Categoria · (1991 / 2014)   | 1991-92 · 1992-93 · 1993-94 · 1994-95 · 1995-96 · 1996-97 · 1997-98 · 1998-99 · 1999-2000 · 2000-01 · 2001-02 · 2002-03 · 2003-04 · 2004-05 · 2005-06 · 2006-07 · 2007-08 · 2008-09 · 2009-10 · 2010-11 · 2011-12 · 2012-13 · 2013-14 |
| Seconda Categoria · (dal 2014)    | 2014-15 · 2015-16 · 2016-17 · 2017-18 · 2018-19 · 2019-20 · 2020-21 · 2021-22 · 2022-23 · 2023-24 |

### IX livello
| Terza Categoria · (1978 / 1991)   | 1978-79 · 1979-80 · 1980-81 · 1981-82 · 1982-83 · 1983-84 · 1984-85 · 1985-86 · 1986-87 · 1987-88 · 1988-89 · 1989-90 · 1990-91 |
| Seconda Categoria · (1991 / 2014) | 1991-92 · 1992-93 · 1993-94 · 1994-95 · 1995-96 · 1996-97 · 1997-98 · 1998-99 · 1999-2000 · 2000-01 · 2001-02 · 2002-03 · 2003-04 · 2004-05 · 2005-06 · 2006-07 · 2007-08 · 2008-09 · 2009-10 · 2010-11 · 2011-12 · 2012-13 · 2013-14 |
| Terza Categoria · (dal 2014)      | 2014-15 · 2015-16 · 2016-17 · 2017-18 · 2018-19 · 2019-20 · 2020-21 · 2021-22 · 2022-23 · 2023-24 |

### X livello
| Terza Categoria · (1991 / 2014) | 1991-92 · 1992-93 · 1993-94 · 1994-95 · 1995-96 · 1996-97 · 1997-98 · 1998-99 · 1999-2000 · 2000-01 · 2001-02 · 2002-03 · 2003-04 · 2004-05 · 2005-06 · 2006-07 · 2007-08 · 2008-09 · 2009-10 · 2010-11 · 2011-12 · 2012-13 · 2013-14 |

## Cronistoria

### Le origini
| livello unico | Campionato Italiano di Football |

I primi sette campionati di calcio si disputarono nell'arco di poche giornate in primavera e vi parteciparono da quattro ad otto squadre in un meccanismo ad eliminazione diretta. Se le prime due edizioni videro scendere in campo solo le squadre del Piemonte e della Liguria, nel 1900 arrivò la prima rappresentante della Lombardia, il Milan, cristallizzando per oltre un decennio un football tricolore limitato al ricco Triangolo industriale.
| livello unico | Prima Categoria | • | torneo riserve | Seconda Categoria |

| Seconda Categoria (campionato riserve a titolo nazionale) | 1904 · 1905 · 1906 · 1907 · 1908 (italiano) · 1908 (federale) · 1909 (italiano) · 1909 (federale) · 1909-10 · 1910-11 · 1911-12 |

Nel 1904 la Federazione, appena ammessa nella FIFA, operò la prima riforma dei campionati, prevedendo dall'anno successivo un nuovo formato a gironi e la possibilità, per le squadre minori che non volessero sobbarcarsi i costi del campionato italiano di Prima Categoria non reputandosi in grado di concorrere per il titolo, di iscriversi in alternativa al torneo nazionale di Seconda Categoria, detto anche Campionato Riserve.
| livello unico | Prima Categoria | • | torneo riserve naz. | Seconda Categoria | • | torneo riserve reg. | Terza Categoria |

| Terza Categoria (campionato riserve locale) | 1905 · 1906 · 1907 · 1908 · 1909 · 1909-10 · 1910-11 · 1911-12 · 1912-13 · 1913-14 · 1914-15 · 1919-20 · 1920-21 · 1921-22 |

Nel 1905 fu istituita anche una Terza Categoria principalmente per terze squadre di minorenni, ma liberamente aperta anche a formazioni titolari composte anche da giocatori maggiorenni di ancor più limitata levatura ma interessate al fatto di andare incontro, grazie ad un'organizzazione circoscritta al livello regionale, a spese ancora più contenute.
| livello unico | Prima Categoria | tornei riserve naz. | Seconda Categoria Italiana Seconda Categoria Federale | torneo riserve reg. | Terza Categoria |

Nel 1908, il calcio italiano andò incontro a importanti cambiamenti, dovuti alla decisione della Federazione Italiana del Football (FIF) di italianizzare a forza il campionato, escludendovi i giocatori stranieri che pure avevano fondato il gioco. La scelta della FIF colpì duramente i Football Club, e diede largo spazio alle Unioni Sportive e Ginniche che, più deboli in quanto non dirette dai maestri albionici, erano però usualmente formate da soli atleti italiani, e fino ad allora si erano interessate maggiormente al parallelo campionato organizzato dalla Federazione Ginnastica d'Italia. Per placare le proteste dei Football Club, la FIF elaborò una soluzione di compromesso dividendo la Prima e la Seconda Categoria (ma non la Terza) in due sezioni: una italiana, riservata agli atleti nazionali e assegnataria del titolo tradizionale di "Campione d'Italia", e una federale aperta a tutti, alla quale, però, era abbinato il nuovo riconoscimento di "Campione Federale d'Italia" e non il classico titolo tricolore, come invece aveva richiesto il Milan campione nazionale in carica.
I rossoneri, il Genoa e il Torino, non accettando questo escamotage che toglieva agli stranieri il diritto di competere per il titolo di "Campione d'Italia", rifiutarono di partecipare al Campionato Italiano e si ritirarono anche dal torneo Federale, poi definitivamente delegittimato dall'assegnazione postuma del relativo trofeo, la Coppa Spensley, al Milan a titolo risarcitorio. Ad approfittare della caotica situazione fu la debuttante Pro Vercelli che conquistò nel torneo italiano il suo primo titolo di campione nazionale. La formula dei due tornei, uno ammettente anche gli stranieri e l'altro riservato ai soli italiani, si ripeté l'anno dopo, ma stavolta i Football Club giocarono d'astuzia, iscrivendosi in massa al Campionato Federale, e sabotando invece quello Italiano: la Federazione dovette quindi riconoscere alla Pro Vercelli campione federale il secondo titolo tricolore consecutivo e disconoscere il torneo italiano. Nella stagione seguente, infine, la divisione del campionato fu tecnicamente abolita ma per l'ultima volta furono assegnati un riconoscimento federale, promosso a titolo di "Campione d'Italia", e uno italiano, retrocesso a trofeo minore e definitivamente disconosciuto con la seguente riunificazione dei titoli.
È, tuttavia, da notare che la Seconda Categoria non subì grossi boicottaggi, in quanto di minor rilievo rispetto alla Prima, pertanto la sua suddivisione in "gara italiana" e "federale" è rimasta formalmente valida.
| livello unico | Prima Categoria | • | torneo riserve naz. | Seconda Categoria | • | torneo riserve reg. | Terza Categoria |

Il risultato del rissoso biennio 1908-1909 fu una nuova importante riforma che per la prima volta introdusse il girone unico nel massimo campionato del 1909-1910. La Federazione era però a questo punto intenzionata ad allargare gli angusti confini del torneo, onde conferirgli una reale valenza nazionale, ma il problema era la nettissima differenza di valore fra le squadre provenienti dalle diverse parti del Paese. Nel 1910-1911, comunque, la FIGC inserì il campionato veneto, che già si disputava da alcune stagioni, facendolo diventare parte del torneo nazionale col nome di Seconda sezione, ed includendovi anche il Bologna che non aveva alcuna avversaria in Emilia. Fra le riserve, già dalla precedente edizione della Seconda Categoria 1909-1910 era stata attivato un torneo per i club meridionali, la Quarta sezione, che era tuttavia escluso dalla corsa per il titolo nazionale, i cui vincitori erano soliti essere invitati dalla Federazione a iscriversi in Prima Categoria pur senza obblighi.

### Il Progetto Valvassori-Faroppa
| I livello       | Prima Categoria |
| II livello      | Promozione      |
| torneo di prova | Terza Categoria |

Nel 1912 fu varata un'altra storica riforma dei campionati. Il raggiungimento di un numero di partecipanti giudicato ottimale nel massimo torneo, tanto da impedirne nel 1911 l'iscrizione al Racing Libertas Club dopo una qualificazione persa, dimostrò che era giunto il momento di varare un meccanismo di promozione e retrocessione, creando il concetto di titolo sportivo. Il progetto Valvassori-Faroppa abolì dunque la Seconda Categoria, includendo le formazioni titolari in un campionato regionale di Promozione in interscambio con la Prima Categoria sulla base dei risultati sul campo, mentre le squadre riserve furono spedite in un torneo apposito il cui valore divenne rapidamente nullo, salvo far giocare i giocatori a disposizione per la prima squadra con altri di pari livello. Nel frattempo, per garantire la definitiva patente di nazionalità al titolo, la FIGC aveva però bisogno che il campionato coinvolgesse anche il Centro-Sud. A quei tempi le formazioni meridionali disputavano vari tornei regionali inquadrati nella Terza Categoria, livello consono in rapporto alla forza delle squadre del Nord. Per raggiungere l'obiettivo prefissatosi, la Federazione attuò una sfasatura tra l'organizzazione calcistica delle due parti del Paese, elevando d'ufficio i tornei del Sud alla Prima Categoria, pur non essendo tali raggruppamenti paragonabili a quelli del Nord. Dato che contemporaneamente al Nord erano stati ristabiliti i gironi eliminatori regionali propedeutici al girone finale, gli incontri conclusivi fra i campioni del Nord e quelli del Sud presero il nome di girone finalissimo o, semplicemente, di finalissima. Il complicato meccanismo testé descritto rese però sempre più lungo ed affollato il campionato, anche perché se da un lato il campionato di Promozione mise effettivamente in palio una serie di promozioni al massimo torneo, il contrario sistema delle retrocessioni fu subito di fatto abbandonato a suon di ripescaggi.
Nei campionati dal 1912 al 1915 ci fu una vera esplosione: parteciparono in crescendo 30, 45 e persino 51 squadre nello scudetto vinto dal Genoa nel campionato 1914-15, l'ultimo disputato prima della grande guerra. Per mettervi un freno e non irritare troppo i grandi club, già nel 1914 la FIGC decise di dividere nel giro di un anno il massimo campionato in due distinte categorie, ma la guerra bloccò tutto.
| Stagione                  | Squadre di Prima Categoria |
| Prima Categoria 1912-1913 | 18                         |
| Prima Categoria 1913-1914 | 29                         |
| Prima Categoria 1914-1915 | 36                         |
| Prima Categoria 1919-1920 | 48                         |
| Prima Categoria 1920-1921 | 64                         |

### Il Progetto Pozzo
Alla ripresa nel 1919, il torneo era totalmente regionalizzato e nelle mani dei cinque comitati locali del Nord, limitando il campionato nazionale vero e proprio in primavera. La rottura avvenne nel 1921 quando i grandi club, vedendosi respinto il loro Progetto Pozzo sulla riforma dei tornei, se lo realizzarono da soli abbandonando la FIGC creando un’associazione privata, la Lega Nord, che organizzò un campionato privato a 24 squadre, la Prima Divisione, e aderì a una nuova organizzazione, la Confederazione Calcistica Italiana, cui si iscrissero sia alcune squadre minori cui vennero proposti dei campionati regionali attraverso i quali si poteva accedere a una finale nazionale organizzata dalla Lega Nord per sostituire le sue retrocesse, sia tutto il calcio meridionale.
|                 | FIGC                 | CCI                                      |
| I livello       | Prima Categoria      | Prima Divisione (Lega Nord, Milano)      |
| II livello      | Promozione Regionale | Seconda Divisione (con finali nazionali) |
| torneo di prova | Terza Categoria      | -                                        |

Il Compromesso Colombo sanò lo scisma con la sostanziale vittoria delle secessioniste. Confermata la Prima Divisione, la Lega Nord integrata nella FIGC istituì una nuova Seconda Divisione che raccolse le squadre di Prima Categoria escluse dalla Prima Divisione, partendo da una struttura interregionale che inizialmente replicava quella regionale ma era destinata a una progressiva riqualificazione. La Promozione divenne la Terza Divisione, mentre la Terza Categoria definitivamente deputata dai club di riserva divenne la Quarta Divisione. Differente la situazione al Meridione, dove la creazione della Lega Sud fu solo una dichiarazione di intenti che non intaccò la struttura dei campionati.
| I livello        | Lega Nord Milano        | Prima Divisione   | Centro-Sud | Prima Divisione   |
| II livello       | Lega Nord Milano        | Seconda Divisione | Centro-Sud | Prima Divisione   |
| III livello      | Comitati regionali FIGC | Terza Divisione   | Centro-Sud | Seconda Divisione |
| livello di prova | Comitati regionali FIGC | Quarta Divisione  | Centro-Sud | Terza Divisione   |

Nota: nel 1925 la seconda fase primaverile della Terza Divisione passa alla LSM.
Nel 1925 venne creata una Lega delle Società minori che centralizzò il torneo di promozione della Terza Divisione togliendolo ai comitati regionali, mentre al Sud il progetto di riformare la locale Prima Divisione portandola a livello interregionale come al Nord naufragò per il sabotaggio dei club laziali e pugliesi. La continue tensioni e polemiche vennero quindi sfruttate dal fascismo che ne approfittò per entrare alla grande nel mondo del calcio.
| Stagione                            | Squadre di Lega Nord |
| Prima e Seconda Divisione 1922-1923 | 84                   |
| Prima e Seconda Divisione 1923-1924 | 72                   |
| Prima e Seconda Divisione 1924-1925 | 64                   |
| Prima e Seconda Divisione 1925-1926 | 68                   |

### La Carta di Viareggio
Nel 1926 in seguito alla riforma dei campionati prevista dalla Carta di Viareggio, documento voluto dal regime fascista al fine di sottomettere il mondo del calcio alla propria autorità totalitaria, fu creata la nuova Divisione Nazionale. Il campionato italiano era disputato ad inizio secolo solo da squadre dell'Italia settentrionale, e solo nel 1912 fu istituito un torneo del Sud, la cui vincitrice avrebbe sfidato i campioni del Nord per l'assegnazione dello scudetto. Il tasso tecnico/finanziario fra le squadre delle due parti della penisola era però totalmente sproporzionato, e le finalissime nazionali si risolvevano di regola in pesanti rovesci per le rappresentanti meridionali. Il fascismo, in linea con i propri ideali nazionalistici e di unità nazionale, volle superare dunque questa dicotomia inserendo in un campionato esteso a tutta la Penisola sia squadre del Nord che le migliori società del Sud. Vennero dunque prescelti due sodalizi di Roma e uno di Napoli che potessero contendersi il titolo con le blasonate formazioni del Nord. Dopo un anno tuttavia l'esperimento sembrò già in crisi poiché tutte e tre le rappresentanti del Sud erano risultate retrocesse, schiacciate dalla preponderanza finanziaria delle rivali settentrionali. Federazione e Governo non si diedero però per vinti e, ribadendo i propri propositi, decisero di ripescare le malcapitate, operando un ennesimo allargamento del campionato.
| Il campionato 1926/27        | Il campionato 1926/27               | Il campionato 1926/27                 |
| ---------------------------- | ----------------------------------- | ------------------------------------- |
| DDS Milano                   | Divisione Nazionale                 | 20 squadre                            |
| DDS Milano                   | Prima Divisione                     | 40 squadre                            |
| DDIN - DDIS Genova - Napoli  | Seconda Divisione                   | 58 squadre                            |
| Direttori Regionali col DDIN | Terza Divisione Ex-Quarta Divisione | oltre 200 squadre meno di 100 squadre |

| I livello   | DDS Divisione Nazionale Nazionale a gironi nazionali                                                                |
| II livello  | DDS Prima Divisione Nazionale a gironi interregionali                                                               |
| III livello | DDIN & DDIS Seconda Divisione Subnazionale a gironi interregionali                                                  |
| IV livello  | Direttori Regionali e DDIN Terza Divisione Regionale e interregionale a gironi interprovinciali con finali del Nord |

| Il campionato 1927/28        | Il campionato 1927/28               | Il campionato 1927/28                |
| ---------------------------- | ----------------------------------- | ------------------------------------ |
| DDS Milano                   | Divisione Nazionale                 | 20 squadre*                          |
| DDS Milano                   | Prima Divisione                     | 40 squadre*                          |
| DDIN - DDIS Genova - Napoli  | Seconda Divisione                   | 90 squadre                           |
| Direttori Regionali col DDIN | Terza Divisione Ex-Quarta Divisione | oltre 200 squadre meno di 50 squadre |

Seguendo le direttive stabilite dalla Carta di Viareggio, Leandro Arpinati guidò la FIGC nell'estate del 1928 a raggiungere gli obiettivi prefissati e introdurre quella novità che divenne tappa storica per il Calcio italiano. Il mondo del pallone tricolore era infatti oramai pronto per dare una svolta che lo portasse ad assumere un'organizzazione simile a quella dei maestri inglesi; per raggiungere tale scopo si era progressivamente allargato il lotto delle squadre "pronte" e "preparate" per concorrere a dei campionati sempre più lunghi e impegnativi. Fu così decisa quella svolta che portò all'introduzione anche in Italia della formula del girone unico all'inglese. Non si trattava in realtà di un'assoluta novità, essendo già stata sperimentata nella stagione 1909-10; tuttavia fu quella un'esperienza estemporanea, subito travolta dall'elefantiaco ingrandimento del torneo.
Dalla stagione successiva, le grandi squadre sarebbero state riunite in un nuovo torneo, la Serie A, mentre le escluse avrebbero costituito l'altrettanto inedita Serie B. A tal fine, Arpinati decise unilateralmente l'allargamento una tantum di quello che a quel punto sarebbe stato l'ultimo torneo di Divisione Nazionale. Con decreto federale furono ripescate le quattro retrocesse del precedente torneo, fra cui la Lazio, società destinata a dare con la Roma un'adeguata visibilità alla Capitale. Vennero quindi promosse d'ufficio le seconde classificate dei quattro gironi della Prima Divisione appena conclusa, tra cui spiccavano due società rappresentanti capoluoghi regionali, cioè il Venezia e la giovanissima Fiorentina. A completare l'organico vennero iscritte d'ufficio la Fiumana e la Triestina, con l'evidente obiettivo politico di inserire nel giro del grande calcio quei territori orientali annessi dall'Italia nel 1919 dopo la vittoria nella Grande Guerra, ma che fino a quel punto non erano riusciti a scalfire le gerarchie del consolidato calcio della Penisola.
I due gironi da sedici squadre così costruiti avrebbero dunque avuto il duplice scopo sia di assegnare il titolo del 1929 - che per ovvi motivi di tempistica a quel punto non sarebbe stato disputato con un torneo conclusivo, bensì reintroducendo per un'ultima volta la finale secca -, sia quello di suddividere le società in un raggruppamento d'élite e in uno cadetto per le stagioni a venire: in particolare, metà delle società avrebbero costituito la Serie A, mentre le altre la Serie B.
I campionati della ex Lega Sud tra molte difficoltà logistiche e amministrative intanto iniziavano ad essere abbozzati. La FIGC dette un netto strattone alle squadre che già disponevano di un impianto sportivo e che potevano permettersi di pagare un notevole deposito cauzionale proporzionato ad un campionato composto, secondo la distribuzione geografica delle iscritte, da almeno 6 squadre e da un solo girone di 12 in cui erano accorpate il Cagliari e le tutte squadre laziali. Il Direttorio Meridionale, infatti, decise solo per la stagione 1928-1929 di organizzare il campionato di Seconda Divisione in unione coi pochi club sopravvissuti in Prima Divisione. Il bilancio di fine stagione fu positivo: il numero delle squadre rinunciatarie e finanziariamente impreparate a sostenere le spese della gestione di questi campionati si ridusse drasticamente.
| doppio livello A&B | DDS Divisione Nazionale Nazionale a gironi nazionali                    | DDS Divisione Nazionale Nazionale a gironi nazionali                    | doppio livello A&B |
| III livello        | DDS Prima Divisione Nord Subnazionale a gironi interregionali           | DM Campionato Meridionale Subnazionale a gironi interregionali          | doppio livello C&D |
| IV livello         | DDIN Seconda Divisione Nord Interregionale                              | DM Campionato Meridionale Subnazionale a gironi interregionali          | doppio livello C&D |
| V livello          | Direttori Regionali Terza Divisione Regionale a gironi interprovinciali | Direttori Regionali Terza Divisione Regionale a gironi interprovinciali | V livello          |

Note: Nel 1929 la FIGC e Arpinati realizzarono dunque, come negli altri paesi, un campionato nazionale a girone unico. Il progetto iniziale prevedeva una prima categoria composta da sedici squadre, ovvero quelle che si erano classificate tra le prime otto nei due gironi in cui era diviso il campionato precedente. Il protrarsi dello spareggio per l'ottavo posto fra Napoli e Lazio portò ad ammetterle entrambe, e con il ripescaggio della Triestina per motivi patriottici il numero delle squadre fu alzato a 18.

### Dalla nascita della Serie A al "Piano Zauli"
| Il campionato 1929/30        | Il campionato 1929/30 | Il campionato 1929/30          |
| ---------------------------- | --------------------- | ------------------------------ |
| DDS Milano                   | Serie A               | 18 squadre                     |
| DDS Milano                   | Serie B               | 18 squadre                     |
| DDS Milano                   | Prima Divisione       | 60 squadre (di cui 15 nel DM)  |
| DDIN - DM Genova - Roma      | Seconda Divisione     | 105 squadre (di cui 25 nel DM) |
| Direttori Regionali col DDIN | Terza Divisione       | oltre 200 squadre              |

| I livello   | DDS - Div.Naz. Serie A Nazionale a girone unico                                   |
| II livello  | DDS - Div.Naz. Serie B Nazionale a girone unico                                   |
| III livello | DDS Prima Divisione Interregionale a gironi interregionali                        |
| IV livello  | Direttori Regionali Seconda Divisione Regionale a gironi unici o interprovinciali |
| V livello   | Direttori Regionali Terza Divisione Regionale a gironi unici o interprovinciali   |

Note: La FIGC nell'estate 1935 decise di creare una terza serie nazionale: la Serie C. Decise quindi che le prime sei di ogni girone di Prima Divisione 1934-35 più le settime classificate del girone F e G e le ottave e le none classificate del girone F sarebbero state ammesse alla Serie C mentre le altre sarebbero retrocesse in Prima Divisione Regionale (ex Seconda Divisione Regionale) che diventava così, a partire dalla stagione 1935-36, il quarto livello. In seguito però la FIGC decise di riammettere alla nuova Serie C anche la 7º, l'8º e la 9º del girone H.
| I livello   | Serie A                     |
| II livello  | Serie B                     |
| III livello | Serie C                     |
| IV livello  | Prima Divisione Regionale   |
| V livello   | Seconda Divisione Regionale |

Alla ripresa dopo la guerra nel 1945, le distruzioni lasciate dalla Linea Gotica avevano forzatamente diviso in due il paese. Il posto del soppresso Direttorio Divisioni Superiori era stato preso da due organismi concepiti per gestire una singola annata straordinaria: al Nord la Lega Nazionale Alta Italia, e al Centro-Sud la Lega Nazionale Centro-Sud. Entrambe dovettero mettere in piedi alcuni campionati misti. Per quanto riguarda il calcio regionale, in generale si procedette per vari motivi a numerose promozioni di massa.
|             | Nord                              | Centro-Sud                        |
| I livello   | Lega Alta Italia Serie A          | Lega Centro-Sud Serie A-B         |
| II livello  | Lega Alta Italia Serie B-C        | Lega Centro-Sud Serie C           |
| III livello | Lega Alta Italia Serie C          | Leghe Regionali Prima Divisione   |
| IV livello  | Leghe Regionali Prima Divisione   | Leghe Regionali Seconda Divisione |
| V livello   | Leghe Regionali Seconda Divisione | Leghe Regionali Terza Divisione   |

| I livello   | LNP Serie A Nazionale a girone unico                                  |
| II livello  | LNP Serie B Subnazionale a gironi interregionali                      |
| III livello | LIN & LIC & LIS Serie C Subnazionale a gironi regionali               |
| IV livello  | Leghe Regionali Prima Divisione Regionale a gironi interprovinciali   |
| V livello   | Leghe Regionali Seconda Divisione Regionale a gironi interprovinciali |

Note: nel 1947-48 con la decima edizione del torneo italiano di calcio di Serie C (terzo livello) fu decisa la riforma dei campionati con il blocco delle promozioni verso la Serie B. Dall'annata seguente la categoria sarebbe ritornata al suo formato originario a quattro gironi. Vennero quindi retrocesse un'enorme massa di società (286) appartenenti alla C che però non tornarono a disputare i campionati regionali, ma costituirono il nuovissimo livello del Campionato di Promozione. Da ricordare che nella stagione 1939-40, nella prima giornata dell'ultimo campionato del periodo di pace pre-bellico, il 17 settembre del 1939, compaiono sulle casacche dei giocatori per la prima volta i numeri. Inoltre si rammenta che solo nel 1946-47, la Serie A tornò definitivamente al girone unico come oggi lo conosciamo: ne facevano parte 20 squadre (21 nella stagione 1947-48, per il ripescaggio della Triestina), numero che rimase tale fino al 1951-52. Dismessa la "Sezione Propaganda", agli ex Comitati che la organizzavano a livello provinciale è data facoltà di organizzarla al posto della Seconda Divisione sulla falsariga della Sezione Propaganda ovvero non inserita nella scala gerarchica F.I.G.C. Per contro le Leghe Regionali, che organizzano direttamente la Seconda Divisione (o indirettamente demandandola ai Commissariati Provinciali), lo fanno quale ultimo livello della scala gerarchica federale.
| I livello   | Serie A                                   |
| II livello  | Serie B                                   |
| III livello | Serie C                                   |
| IV livello  | Promozione                                |
| V livello   | Prima Divisione Regionale                 |
| VI livello  | Seconda Divisione Regionale o Provinciale |
| Amatori     | Campionato senza promozioni .             |

Note: Grande riforma dei campionati dopo quella che nel 1929 aveva creato la Serie A. Il campionato di Serie C raggiunto l'obiettivo da tempo prefissato di 72 partecipanti, (di cui cinque provenienti dalla Serie B e dodici dalla Promozione) subì una svolta epocale divenendo a girone unico, nazionale e professionistico. Solo tredici squadre del vecchio torneo vi sarebbero state ammesse, mentre le escluse avrebbero partecipato al campionato di IV Serie anch'esso riformato in senso elitario. Il campionato di Promozione 1951-52 (quarta edizione del torneo di calcio di IV livello a carattere interregionale in Italia) non mise in palio posti per la Serie C, ma fu finalizzato a dividere le società partecipanti in due gruppi: le migliori avrebbero avuto accesso al nuovo torneo di IV Serie a carattere interregionale, le altre sarebbero retrocesse nell'altrettanto nuova categoria denominata Promozione Regionale. Nel 1952 la categoria "Amatori" è definitivamente soppressa e le società che hanno partecipato al campionato precedente sono inserite nei ranghi della Seconda Divisione, salvo rinuncia. La F.I.G.C. concede fino al 1958-59 alle Leghe Regionali di non demandare ai Commissariati Provinciali la gestione della Seconda Divisione (in questo caso lo fanno loro direttamente) concedendo alle società nuove affiliate la diretta iscrizione in Prima Divisione se nella loro provincia non c'è un Commissariato Locale e/o Provinciale a organizzare il campionato di Seconda Divisione.
| I livello   | Serie A                       |
| II livello  | Serie B                       |
| III livello | Serie C                       |
| IV livello  | IV Serie                      |
| V livello   | Promozione Regionale          |
| VI livello  | Prima Divisione Regionale     |
| VII livello | Seconda Divisione Provinciale |

Note: nel 1957 le retrocessioni dalla IV Serie in Promozione regionale furono sospese, le retrocesse scendono in Interregionale II Serie
| I livello   | Serie A                                                     |
| II livello  | Serie B                                                     |
| III livello | Serie C                                                     |
| IV livello  | Interregionale I Serie o Eccellenza Interregionale II Serie |
| V livello   | Campionato Nazionale Dilettanti a livello Regionale         |
| VI livello  | Prima Divisione Regionale                                   |
| VII livello | Seconda Divisione Provinciale                               |

Note: Interregionale 1957-58 decima edizione del torneo interregionale di calcio di quarto livello in Italia, sesta a carattere semiprofessionistico. La categoria fu suddivisa su due livelli: la Prima Serie (che molti chiamarono "Eccellenza") composta da tre gironi (48 squadre) e la Seconda Serie formata da otto gironi (128 squadre), al fine di selezionare le squadre da aggiungere alla Serie C che deve aggiungere un girone ogni stagione fino ad arrivare ad un totale di tre. Il regolamento prevedeva la promozione in C dei vincitori dei raggruppamento di primo livello, ma tutto venne rimescolato in corsa perché la FIGC decise l'ampliamento della Serie C e la promozione a tavolino di numerose società.
| Il campionato 1958/59 | Il campionato 1958/59     | Il campionato 1958/59 |
| --------------------- | ------------------------- | --------------------- |
| LN Milano             | Serie A                   | 18 squadre            |
| LN Milano             | Serie B                   | 20 squadre            |
| LN Milano             | Serie C                   | 39 squadre            |
| LI Firenze            | Campionato Interregionale | 144 squadre           |
| Leghe Regionali       | Campionato Dilettanti     | 571 squadre           |
| Leghe Regionali       | Prima Divisione           | oltre 500 squadre     |
| Leghe Regionali       | Seconda Divisione         | oltre 500 squadre     |

Il 1959 fu l'anno della seconda e definitiva riforma professionistica del calcio italiano. Da un anno la FIGC era commissariata in seguito al disastro di Belfast, ossia la clamorosa mancata qualificazione della Nazionale ai Mondiali. Il commissario Bruno Zauli, avvalendosi dei poteri concessigli dal CONI, elaborò un piano che prevedeva la rigida suddivisione dei campionati in tre settori. Se alcuni aspetti del Piano Zauli vennero accantonati per la reazione delle società, duratura conseguenza fu la regolamentazione del professionismo a contratto in Serie A e in Serie B, fra le quali si aumentò a tre il numero delle retrocesse e delle promosse, del semiprofessionismo a premi e rimborso spese in Serie C, portata a tre gironi, e nella nuova Serie D a sei gironi, e del puro dilettantismo nei campionati regionali di Prima Categoria e di Seconda Categoria (fu istituita anche la Terza Categoria, inizialmente come campionato di prova). Venne invece rapidamente disapplicato il principio, mutuato dal campionato inglese, di un interscambio solo eventuale e su presupposti economici fra categorie di leghe diverse, mantenendo il primato delle promozioni per titoli sportivi guadagnati sul campo.
| Il campionato 1959/60 | Il campionato 1959/60 | Il campionato 1959/60 |
| --------------------- | --------------------- | --------------------- |
| LNP Milano            | Serie A               | 18 squadre            |
| LNP Milano            | Serie B               | 20 squadre            |
| LNSP Firenze          | Serie C               | 54 squadre            |
| LNSP Firenze          | Serie D               | 108 squadre           |
| LND Roma              | Prima Categoria       | 664 squadre           |
| LND Roma              | Seconda Categoria     | oltre 500 squadre     |

### Dagli Anni Sessanta a oggi
|              | Situazione dal 1959 al 1968                  | Situazione dal 1968 al 1978                  | Situazione dal 1978 al 1981                   | Situazione dal 1981 al 1991                   | Situazione dal 1991 al 1992                   | Situazione dal 1992 al 2000                                 | Situazione dal 2000 al 2008                     | Situazione dal 2008 al 2014                                       | Situazione dal 2014 al 2017                     | Situazione dal 2017                            |
| I livello    | LNP Serie A Nazionale a girone unico         | LNP Serie A Nazionale a girone unico         | LNP Serie A Nazionale a girone unico          | LNP Serie A Nazionale a girone unico          | LNP Serie A Nazionale a girone unico          | LNP Serie A Nazionale a girone unico                        | LNP Serie A Nazionale a girone unico            | LNP Serie A Nazionale a girone unico                              | LNP Serie A Nazionale a girone unico            | LNP Serie A Nazionale a girone unico           |
| II livello   | LNP Serie B Nazionale a girone unico         | LNP Serie B Nazionale a girone unico         | LNP Serie B Nazionale a girone unico          | LNP Serie B Nazionale a girone unico          | LNP Serie B Nazionale a girone unico          | LNP Serie B Nazionale a girone unico                        | LNP Serie B Nazionale a girone unico            | LNP Serie B Nazionale a girone unico                              | LNP Serie B Nazionale a girone unico            | LNP Serie B Nazionale a girone unico           |
| III livello  | LNSP Serie C Interregionale a gironi singoli | LNSP Serie C Interregionale a gironi singoli | LNSP Serie C1 Interregionale a gironi singoli | LNSC Serie C1 Interregionale a gironi singoli | LNSC Serie C1 Interregionale a gironi singoli | LPSC Serie C1 Interregionale a gironi singoli               | LPSC Serie C1 Nazionale a gironi interregionali | LPSC Lega Pro Prima Divisione Nazionale a gironi interregionali   | LPSC Lega Pro Nazionale a gironi interregionali | LPSC Serie C Nazionale a gironi interregionali |
| IV livello   | LNSP Serie D Interregionale a gironi singoli | LNSP Serie D Interregionale a gironi singoli | LNSP Serie C2 Interregionale a gironi singoli | LNSC Serie C2 Interregionale a gironi singoli | LNSC Serie C2 Interregionale a gironi singoli | LPSC Serie C2 Interregionale a gironi singoli               | LPSC Serie C2 Interregionale a gironi singoli   | LPSC Lega Pro Seconda Divisione Nazionale a gironi interregionali | LND Serie D Nazionale a gironi interregionali   | LND Serie D Nazionale a gironi interregionali  |
| V livello    | LND Prima Categoria Regionale                | LND Promozione Regionale                     | LND Serie D Interregionale a gironi singoli   | LND Interregionale a gironi singoli           | LND Interregionale a gironi singoli           | LND Camp. Naz. Dilettanti Nazionale a gironi interregionali | LND Serie D Nazionale a gironi interregionali   | LND Serie D Nazionale a gironi interregionali                     | LND Eccellenza Regionale                        | LND Eccellenza Regionale                       |
| VI livello   | LND Seconda Cat. Regionale                   | LND Prima Cat. Regionale                     | LND Promozione Regionale                      | LND Promozione Regionale                      | LND Eccellenza Regionale                      | LND Eccellenza Regionale                                    | LND Eccellenza Regionale                        | LND Eccellenza Regionale                                          | LND Promozione Regionale                        | LND Promozione Regionale                       |
| VII livello  | LND Terza Cat. Provinciale                   | LND Seconda Cat. Regionale                   | LND Prima Cat. Regionale                      | LND Prima Cat. Regionale                      | LND Promozione Regionale                      | LND Promozione Regionale                                    | LND Promozione Regionale                        | LND Promozione Regionale                                          | LND Prima Categoria Regionale                   | LND Prima Categoria Regionale                  |
| VIII livello |                                              | LND Terza Cat. Provinciale                   | LND Seconda Cat. Regionale                    | LND Seconda Cat. Regionale                    | LND Prima Categoria Regionale                 | LND Prima Categoria Regionale                               | LND Prima Categoria Regionale                   | LND Prima Categoria Regionale                                     | LND Seconda Categoria Regionale                 | LND Seconda Categoria Regionale                |
| IX livello   |                                              |                                              | LND Terza Cat. Provinciale                    | LND Terza Cat. Provinciale                    | LND Seconda Categoria Regionale               | LND Seconda Categoria Regionale                             | LND Seconda Categoria Regionale                 | LND Seconda Categoria Regionale                                   | LND Terza Categoria Provinciale                 | LND Terza Categoria Provinciale                |
| X livello    |                                              |                                              |                                               |                                               | LND Terza Categoria Provinciale               | LND Terza Categoria Provinciale                             | LND Terza Categoria Provinciale                 | LND Terza Categoria Provinciale                                   |                                                 |                                                |

## Albi d'oro
- Albo d'oro di Serie A
- Albo d'oro di Serie B
- Albo d'oro di Serie C
- Albo d'oro di Serie C1 / Lega Pro Prima Divisione
- Albo d'oro di Serie C2 / Lega Pro Seconda Divisione
- Albo d'oro di Serie D